# Jerli
Die Jerli sind eine Gruppe der Roma, die vorwiegend in Belarus, Lettland, Estland, Nordlitauen, Moldau, Bulgarien, in der Ukraine und im äußersten Westen Russlands lebt. Früher lebten sie von Viehzucht, Schaustellungen (Akrobatik mit Mensch und Tier), Handel, Kessel- und Schirmflicken, Scherenschleifen, Löffelschnitzen, Schmieden, Korbflechten, Gelegenheitsarbeit und Betteln. Ab Ende des 19. Jahrhunderts betrieben sie manchmal Buden und Karussells. Häufig pflegen die Jerli noch heute eine nomadische Lebensweise. Sie sind meist arbeitslos und erhalten kaum Wohnraum. In vielen Ländern kam es im frühen 19. Jahrhundert zu Zigeunerverfolgungen. Zehntausende kamen dabei ums Leben. So liegt die Zahl der Jerli heute in den meisten Ländern unter 1 %.